# Hererolandia
Hererolandia fue un bantustán situado en África del Sudoeste (actual Namibia), destinado por el gobierno sudafricano del apartheid para constituir una patria (homeland) que albergaría a los miembros de la etnia herero.

## Origen

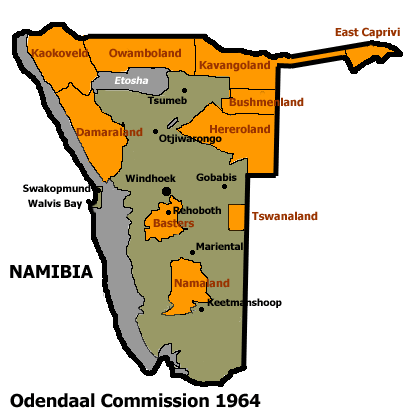
Bantustanes en el territorio de África del Sudoeste con Hererolandia al noreste-este del país.

Su creación en 1968 fue producto de la política de desarrollo separado que el gobierno de Sudáfrica implementó como parte de su sistema de apartheid durante la ocupación y administración de la antigua colonia alemana de África del Sudoeste.
La premisa principal detrás de su creación fue la de dedicar un área de territorio reservada exclusivamente para los herero, donde estos pudieran desarrollarse en forma aislada de las zonas reservadas a los blancos. En 1970 se le otorgó autonomía administrativa con la intención de lograr que los herero se autogobernaran.

## Conformación
La región ocupó un área de 58.997 km 2, lo que le convirtió en el bantustán más extenso y, según el Reporte Odendaal publicado en 1964, contaba con una población de 44.000 habitantes para esa época. En este bantustán el idioma más hablado era el herero (otjiherero), un idioma de la familia bantú.

## Situación actual
Desde 1980 hasta la disolución de este territorio en 1989, el gobierno local de la región se transmutó por uno coordinado bajo un nuevo sistema de administraciones étnicas para todos los bantustanes.
En la actualidad el territorio de este bantustán forma parte de las regiones administrativas de Namibia llamadas Omaheke y Otjozondjupa.
Hererolandia, como las restantes nueve patrias en África del Sudoeste, fue abolido en mayo de 1989, al iniciarse la transición hacia la independencia de Namibia.